# R-7 로켓
R-7 로켓(러시아어: Р-7)은 1957년 5월 발사된 세계 최초의 대륙간 탄도 미사일인 러시아의 R-7 세묘르카에서 파생된 로켓 계열을 말한다. 이후에는 우주로켓으로만 사용되었다. 스푸트니크 로켓, 보스토크 로켓, 소유스 로켓도 모두 R-7 시리즈이다. 2012년 기준으로 가장 최신형으로 상업용 발사를 하고 있는 모델은 소유스-2이다.